# 노르망디 (레지옹)
노르망디(프랑스어: Normandie)는 프랑스 북서부에 위치한 레지옹으로 중심 도시는 루앙이며 면적은 29,906km2, 인구는 3,330,478명(2017년 기준)이다. 북쪽과 서쪽으로는 영국 해협, 남서쪽으로는 브르타뉴, 남쪽으로는 페이드라루아르, 남동쪽으로는 상트르발드루아르, 동쪽으로는 일드프랑스, 북동쪽으로는 오드프랑스와 접한다. 5개 주(망슈주, 센마리팀주, 오른주, 외르주, 칼바도스주)를 관할한다.
2016년 1월 1일을 기해 시행된 레지옹 개편에 따라 바스노르망디와 오트노르망디가 합병되면서 신설되었다.